# La Califfa
La Califfa é um filme italiano de 1970 dirigido por Alberto Bevilacqua.

## Prêmios
Festival de Cannes - 1971
- Indicado:
- Melhor Diretor: Alberto Bevilacqua

David di Donatello - 1971
- Vencedor:
- Melhor Ator: Ugo Tognazzi